# باشتورف
باشتورف (به آلمانی: Bastorf) یک شهر در آلمان است که در Rostock District واقع شده‌است. باشتورف ۱٬۱۵۳ نفر جمعیت دارد.